# Saison 2015 de l'équipe cycliste Bigla
La Saison 2015 de l'équipe Bigla est la deuxième de la formation depuis son retour au niveau professionnel en 2014. L'effectif de la formation est fortement renouvelé. Le recrutement est ambitieux. Parmi les recrues, on compte la sprinteuse américaine Shelley Olds, numéro neuf mondial en 2014 ; la Néerlandaise Annemiek van Vleuten, vainqueur de la Coupe du monde 2011 et spécialiste du contre-la-montre ; et la grimpeuse et championne sud-africaine Ashleigh Moolman. La championne des Pays-Bas Iris Slappendel, ainsi que la Canadienne Joëlle Numainville rejoignent également le groupe. Annemiek van Vleuten réalise un bon début de saison en se classant deuxième de la Flèche wallonne et quatrième du Tour des Flandres. Elle gagne également trois prologues durant la saison. Shelley Olds termine quatrième des manches de Coupe du monde du Tour de l'île de Chongming et de la Philadelphia Cycling Classic. Elle quitte cependant l'équipe fin juin. Ashleigh Moolman réalise sa meilleure saison : elle est troisième de l'Emakumeen Bira, quatrième du Tour d'Italie et de la Flèche wallonne, championne d'Afrique et d'Afrique du Sud aussi bien sur route qu'en contre-la-montre. Elle termine la saison à la sixième place mondiale. L'équipe est cinquième du classement UCI et quatrième de la Coupe du monde.

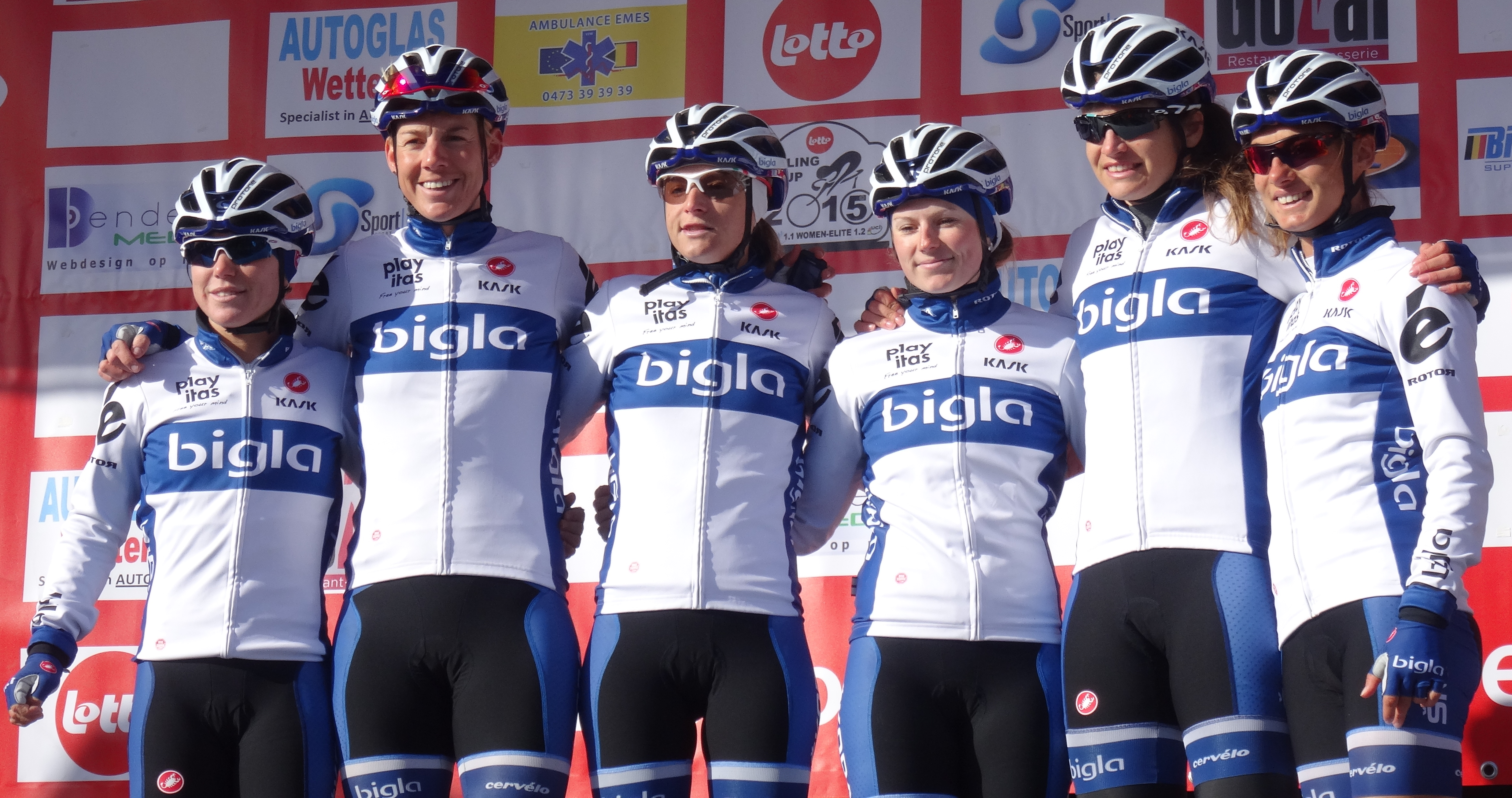
L'équipe au Samyn des Dames.

## Préparation de la saison

### Partenaires et matériel de l'équipe

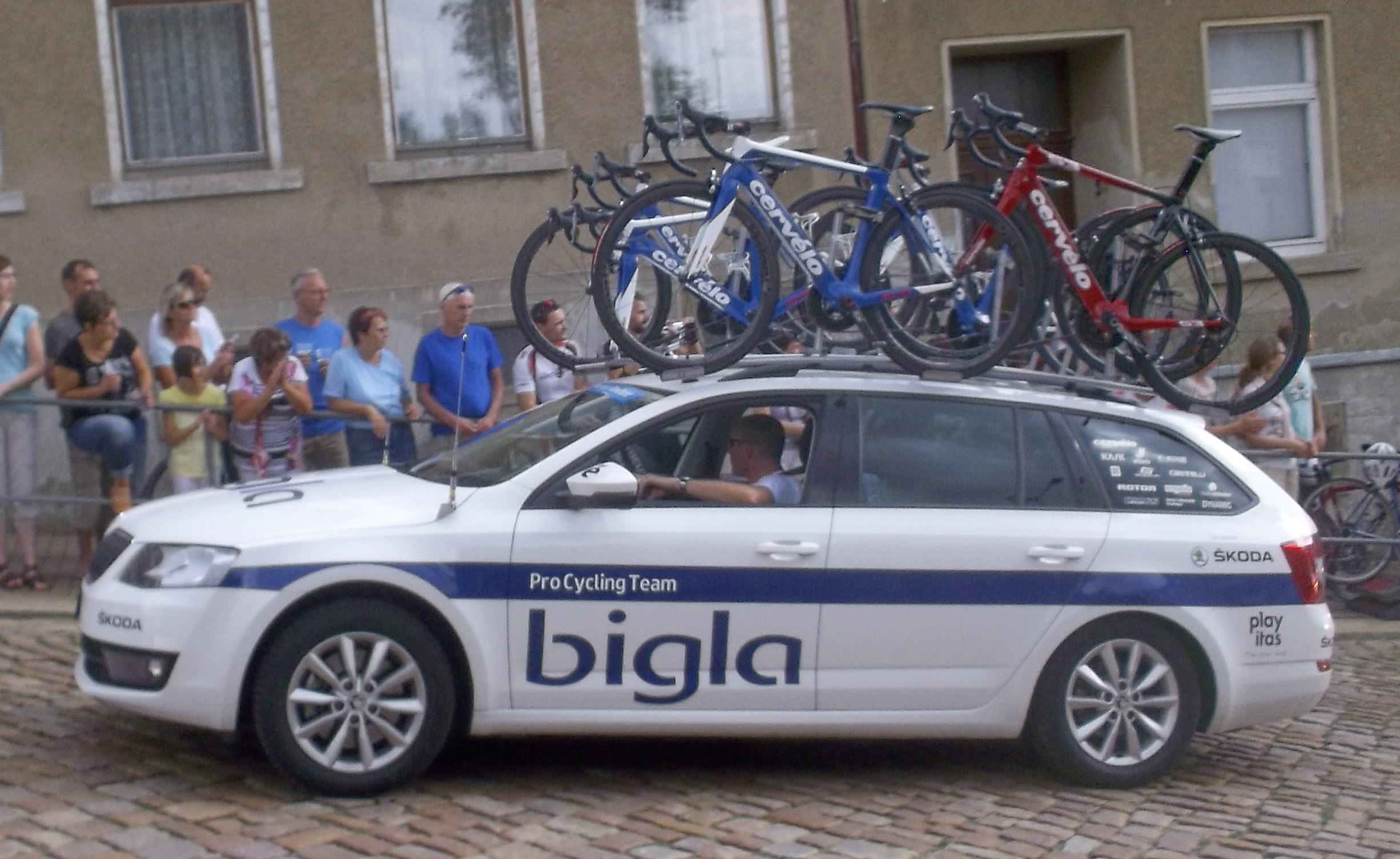
Voiture de l'équipe en 2015

Le partenaire principal de l'équipe est l'entreprise de meubles de bureau et d’établissements de santé/hôpitaux Bigla. Les cycles sont fournis par Cervélo. Ils sont équipés avec du matériel Rotor, K-Edge, 3T, des pédales Speedplay, des pneus Vittoria et des roulements Ceramicspeed. Les produits d'entretien cycliste sont fournis par Dynamic. Les vêtements sont livrés par Castelli, les casques par Kask, les véhicules par Škoda et Steiner's Wohnmobile Konolfingen, l'alimentation par Nutrixxion et les home-trainers par Tacx. Les autres partenaires sont : Playitas Resort, Silka, Sportfoto.nl, Studioschenker et Crossklinik.

### Arrivées et départs

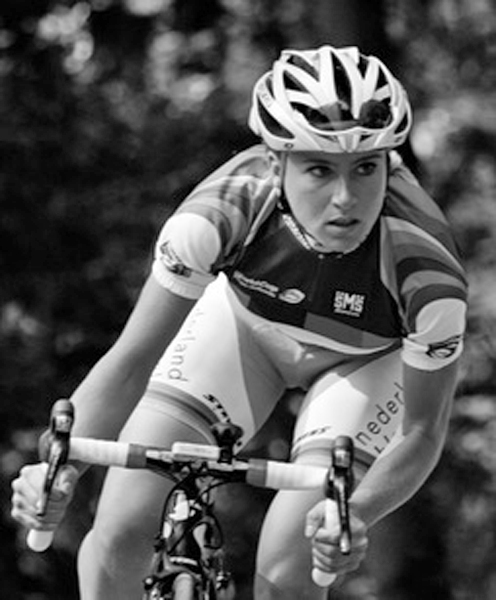
Annemiek van Vleuten rejoint l'équipe

L'effectif de l'équipe est fortement renouvelé. Le recrutement est ambitieux. Parmi les recrues, on compte la sprinteuse américaine Shelley Olds, numéro neuf mondial en 2014 ; la Néerlandaise Annemiek van Vleuten, vainqueur de la Coupe du monde 2011 et spécialiste du contre-la-montre ; et la grimpeuse et championne sud-africaine Ashleigh Moolman. La championne des Pays-Bas Iris Slappendel, ainsi que la Canadienne Joëlle Numainville rejoignent également le groupe. Les autres nouveaux membres sont Caroline Baur, Lisa Klein, Clara Koppenburg, Sharon Laws, Doris Schweizer et Sandra Weiss. Desirée Ehrler, Elke Gebhardt, Jacqueline Hahn, Katarína Hranaiová, Taryn Heather, Joanne Hogan et Martina Zwick quittent quant à elles l'équipe.
| Arrivées               | Équipe 2014          |
| ---------------------- | -------------------- |
| Caroline Baur          |                      |
| Lisa Klein             |                      |
| Clara Koppenburg       |                      |
| Sharon Laws            | UnitedHealthcare     |
| Ashleigh Moolman-Pasio | Hitec Products       |
| Joëlle Numainville     | Lotto Belisol        |
| Shelley Olds           | Alé Cipollini        |
| Doris Schweizer        | Astana BePink Womens |
| Iris Slappendel        | Rabo Liv Women       |
| Carmen Small           | libre                |
| Annemiek van Vleuten   | Rabo Liv Women       |
| Sandra Weiss           | BH-Cycling-Team      |

| Départs            | Équipe 2015           |
| ------------------ | --------------------- |
| Désirée Ehrler     | Feminine cycling team |
| Elke Gebhardt      | retraite              |
| Jacqueline Hahn    | Feminine cycling team |
| Katarína Hranaiová |                       |
| Taryn Heather      |                       |
| Joanne Hogan       |                       |
| Shelley Olds       | Alé Cipollini         |
| Martina Zwick      |                       |

## Effectif et encadrement

### Effectif

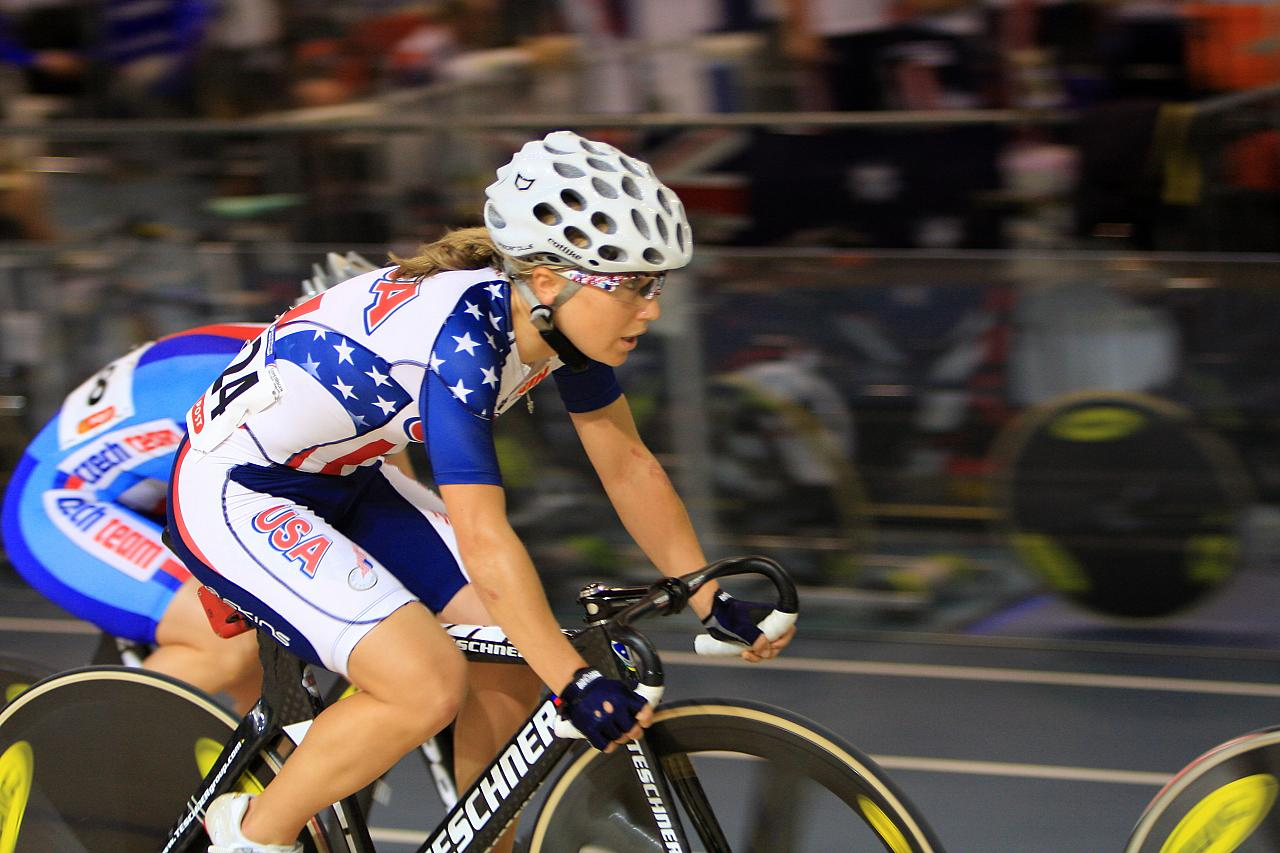
La sprinteuse Shelley Olds est recrutée par l'équipe

| Cycliste               | Date de naissance | Nationalité    | Équipe 2014          |  |
| ---------------------- | ----------------- | -------------- | -------------------- |  |
| Emilie Aubry           | 16 février 1989   | Suisse         | Bigla                |  |
| Caroline Baur          | 17 avril 1994     | Suisse         |                      |  |
| Nicole Hanselmann      | 6 mai 1991        | Suisse         | Bigla                |  |
| Lisa Klein             | 5 juillet 1996    | Allemagne      |                      |  |
| Vera Koedooder         | 31 octobre 1983   | Pays-Bas       | Bigla                |  |
| Clara Koppenburg       | 3 septembre 1995  | Allemagne      |                      |  |
| Sharon Laws            | 7 juillet 1974    | Royaume-Uni    | UnitedHealthcare     |  |
| Lotta Lepistö          | 28 juin 1989      | Finlande       | Bigla                |  |
| Ashleigh Moolman-Pasio | 9 décembre 1985   | Afrique du Sud | Hitec Products       |  |
| Joëlle Numainville     | 20 novembre 1987  | Canada         | Lotto Belisol        |  |
| Shelley Olds           | 30 septembre 1980 | États-Unis     | Alé Cipollini        |  |
| Doris Schweizer        | 28 août 1989      | Suisse         | Astana BePink Womens |  |
| Iris Slappendel        | 18 février 1985   | Pays-Bas       | Rabo Liv Women       |  |
| Carmen Small           | 20 avril 1980     | États-Unis     | Libre                |  |
| Annemiek van Vleuten   | 8 octobre 1982    | Pays-Bas       | Rabo Liv Women       |  |
| Sandra Weiss           | 27 février 1991   | Suisse         | BH-Cycling-Team      |  |

### Encadrement
En 2015, l'équipe est gérée par la structure CUAG SPORTS AG après le retrait d'Emil R. Zimmermann. Le directeur sportif de l'équipe est Manel Lacambra, son adjoint est Thomas Campana. Ce dernier représente également l'équipe auprès de l'UCI. En milieu de saison, le départ de Manel Lacambra est annoncé.
Mi-novembre 2018, parait dans le journal néerlandais Volkskrant un article dans lequel Iris Slappendel, Carmen Small, Vera Koedooder et Doris Schweizer, jointes ultérieurement par Annemiek van Vleuten, accusent conjointement le directeur sportif de l'équipe Thomas Campana de : d'humiliations publiques notamment à propos du poids des coureuses, punir de manière arbitraire certaines coureuses si elles n'ont pas été accommodantes avec lui en les privant de courses, de ne pas distribuer les primes de courses, de manière générale de pression psychologique et de les mettre en danger en les faisant courir alors qu'elles étaient à l'évidence malade. Doris Schweizer rapporte ainsi qu'en 2015, lors du Tour d'Italie, elle heurte un mur. Elle souffre alors de visions et d'étourdissements. Thomas Campana l'aurait alors tourné à la dérision et Doris Schweizer fut forcée de prendre le départ de l'étape suivante. Elle a souffert des séquelles de cet événement durant deux ans. Thomas Campana n'a pas clairement répondu à ces accusations. En 2016, dix coureuses et membres de l'équipe souhaitent porter l'affaire devant le comité d'éthique de l'UCI. Cependant, ils renoncent après avoir découvert que la procédure n'est pas anonyme,.

## Déroulement de la saison

### Janvier-février
L'équipe commence la saison sur route au Tour du Qatar. Shelley Olds finit cinquième de la première étape qui se finit au sprint. Elle prend ensuite la deuxième place de la troisième étape.
Au même moment, Ashleigh Moolman-Pasop défend avec succès ses titres de championne d'Afrique du Sud et d'Afrique aussi sur route qu'en contre-la-montre.

### Mars
Sur le Samyn des Dames, Ashleigh Moolman fait partie du peloton de tête qui se dispute la victoire au sprint. Elle termine sixième. Lors de la première édition des Strade Bianche, un groupe de leaders se détache au bout de 58 km. Il se scinde en deux dans les derniers secteurs en terre. Les cinq coureuses à l'avant sont : Megan Guarnier, Elizabeth Armitstead, Elisa Longo Borghini, Anna van der Breggen et Ashleigh Moolman-Pasio. Profitant de la supériorité numérique de l'équipe, l'Américaine attaque dans le final et s'impose en solitaire. Moolman-Pasio est troisième du groupe de poursuite. Au Drentse 8 van Dwingeloo, Annemiek van Vleuten prend la bonne échappée de huit coureuses qui part à l'arrivée sur le petit circuit. Elle termine troisième du sprint. Au Tour de Drenthe, Annemiek van Vleuten se classe treizième. Au Trofeo Alfredo Binda-Comune di Cittiglio, les membres de l'équipe ne parviennent pas à suivre les meilleures qui forment un groupe de six. Annemiek van Vleuten gagne le sprint du groupe des poursuivantes et est donc septième, Ashleigh Moolman-Pasio est dixième.

### Avril

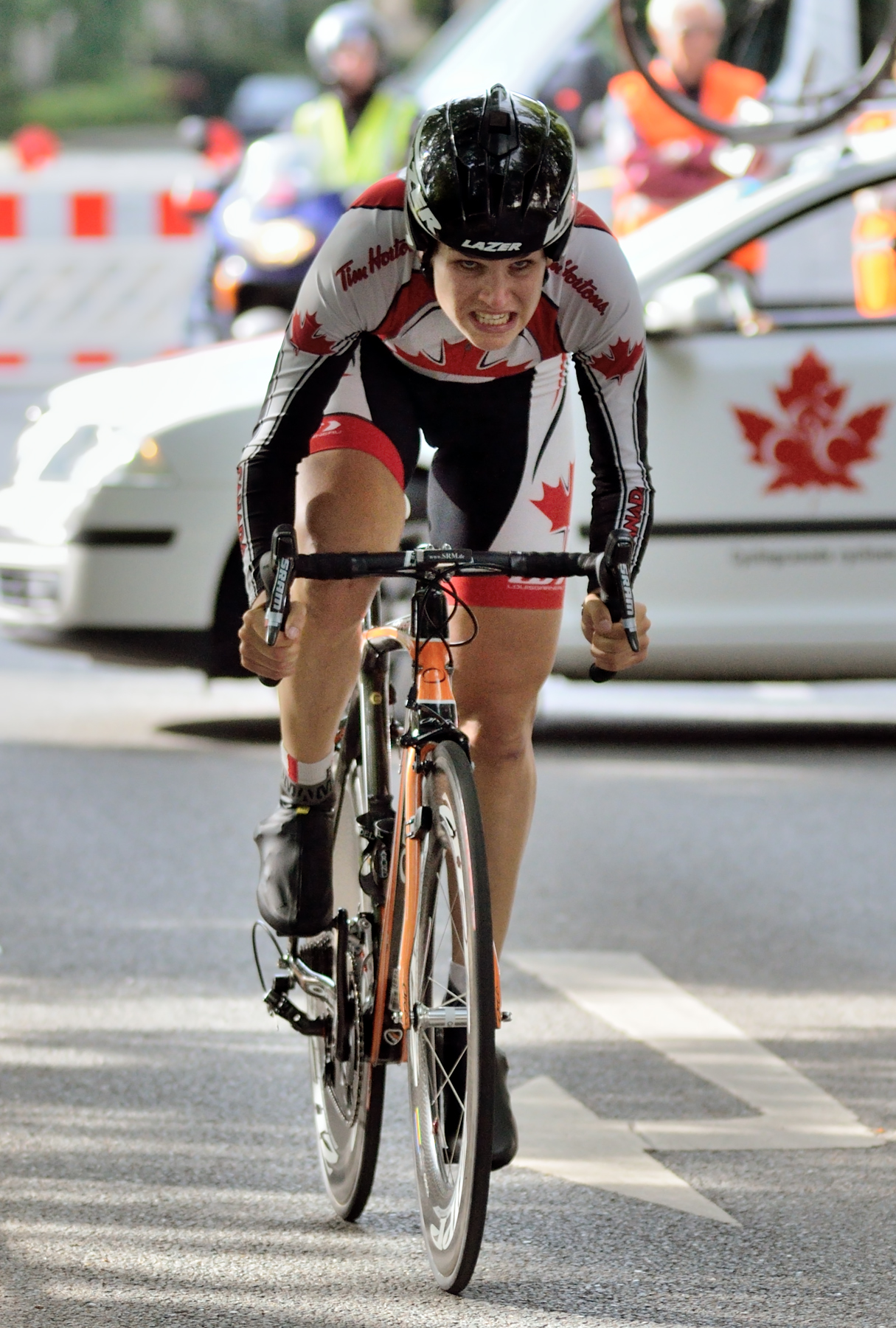
Joëlle Numainville devient championne du Canada sur route

Au Tour des Flandres, Annemiek van Vleuten s'échappe en solitaire à une trentaine de kilomètres de l'arrivée mais est reprise. Elle finit quatrième. Shelley Olds se classe deuxième au sprint du circuit de Borsele derrière Kirsten Wild. À la Flèche wallonne, elle s'échappe avec Roxane Knetemann à vingt-cinq kilomètres de l'arrivée. Elles sont rejointes et dépassées par Anna van der Breggen à quatre kilomètres du but. Annemiek van Vleuten se classe deuxième et se montre très satisfaite. Ashleigh Moolman est quatrième.

### Mai
Au Festival luxembourgeois du cyclisme féminin Elsy Jacobs, Annemiek van Vleuten est deuxième du contre-la-montre inaugural pour deux secondes derrière Anna van der Breggen. Elle conserve cette place jusqu'à la fin de l'épreuve.
En Asie, lors du Tour de l'île de Chongming, Shelley Olds se classe quatrième du sprint.

### Juin
À la Philadelphia Cycling Classic, Shelley Olds termine quatrième du sprint en côte.
À l'Emakumeen Bira, Annemiek van Vleuten remporte le prologue. Le lendemain, une échappée de leader part rapidement avec Emma Johansson, Ashleigh Moolman, Katarzyna Niewiadoma, Tetiana Riabchenko et Anna Sanchis. Les quatre premières se disputent la victoire au sprint. La Sud-Africaine est troisième.
Sur les championnats nationaux, Lotta Lepistö remporte à la fois la course en ligne et le contre-la-montre en Finlande. Au Canada, Joëlle Numainville est quatrième du contre-la-montre puis gagne l'épreuve en ligne au sprint en passant le dernier virage en tête et en résistant au retour de Leah Kirchmann. En Suisse, Doris Schweizer s'impose facilement sur le contre-la-montre.
Fin juin, Shelley Olds et Manel Lacambra quittent l'équipe.

### Juillet-août

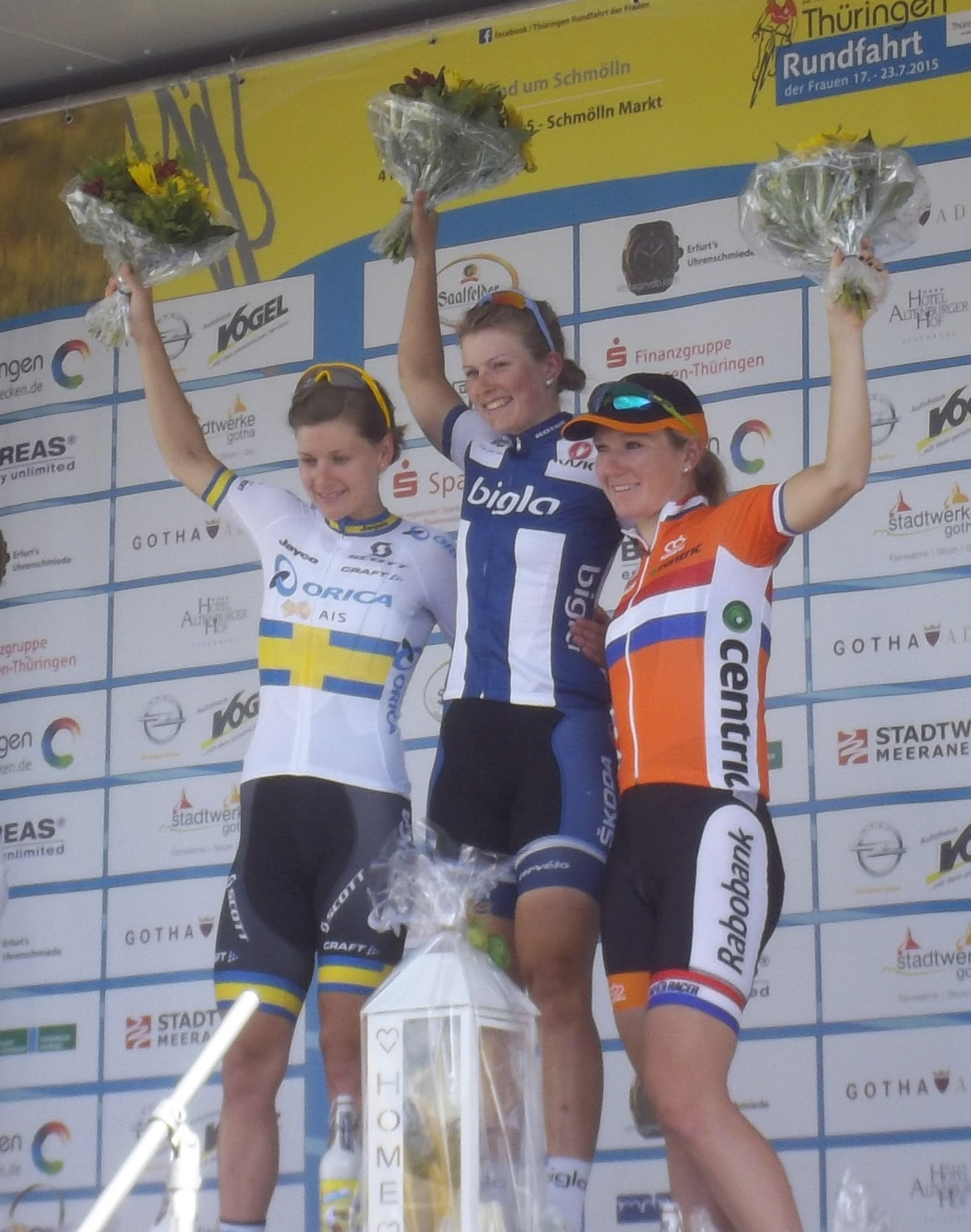
Lotta Lepistö remporte la quatrième étape du Tour de Thuringe

Au Tour d'Italie, Annemiek van Vleuten remporte le prologue. Elle perd cependant son maillot rose le lendemain au profit de Lucinda Brand. Le lendemain, Ashleigh Moolman suit le groupe de leaders et termine troisième. Elle est ensuite cinquième de la cinquième étape puis troisième des sixième et septième étapes à chaque fois battue au sprint par Megan Guarnier. Elle se classe troisième du contre-la-montre de la huitième étape, mais passe de la deuxième à la troisième place du classement général, Megan Guarnier et Anna van der Breggen l'ayant devancée. Sur la dernière étape qui est une arrivée au sommet, elle est cinquième et perd de nouveau une place au classement général. Elle est donc quatrième du Tour d'Italie.
Lors du Tour de Thuringe, Lotta Lepistö est deuxième de la première étape derrière Lisa Brennauer. Elle est cinquième du contre-la-montre de la troisième étape secteur a. L'après-midi, elle se classe septième, puis remporte la quatrième étape au sprint. Elle s'empare alors du maillot de leader du classement par points. Elle remonte alors à la troisième place du classement général. Elle termine cinquième de la sixième étape mais perd son maillot. Elle ne peut suivre le rythme sur la dernière étape et termine finalement septième de l'épreuve.
Fin juillet, sur La Course by Le Tour de France, Lotta Lepistö se classe cinquième.
Lors d'un stage en août, Annemiek van Vleuten est percutée par une voiture est admise à l'hôpital avec trois côtes et une clavicule cassées et un pneumothorax.
À la fin du mois d'août, la formation termine quatrième du contre-la-montre par équipes de l'Open de Suède Vårgårda, comptant pour la Coupe du Monde. Sur la course en ligne éponyme, Ashleigh Moolman-Pasio se classe onzième.

### Septembre

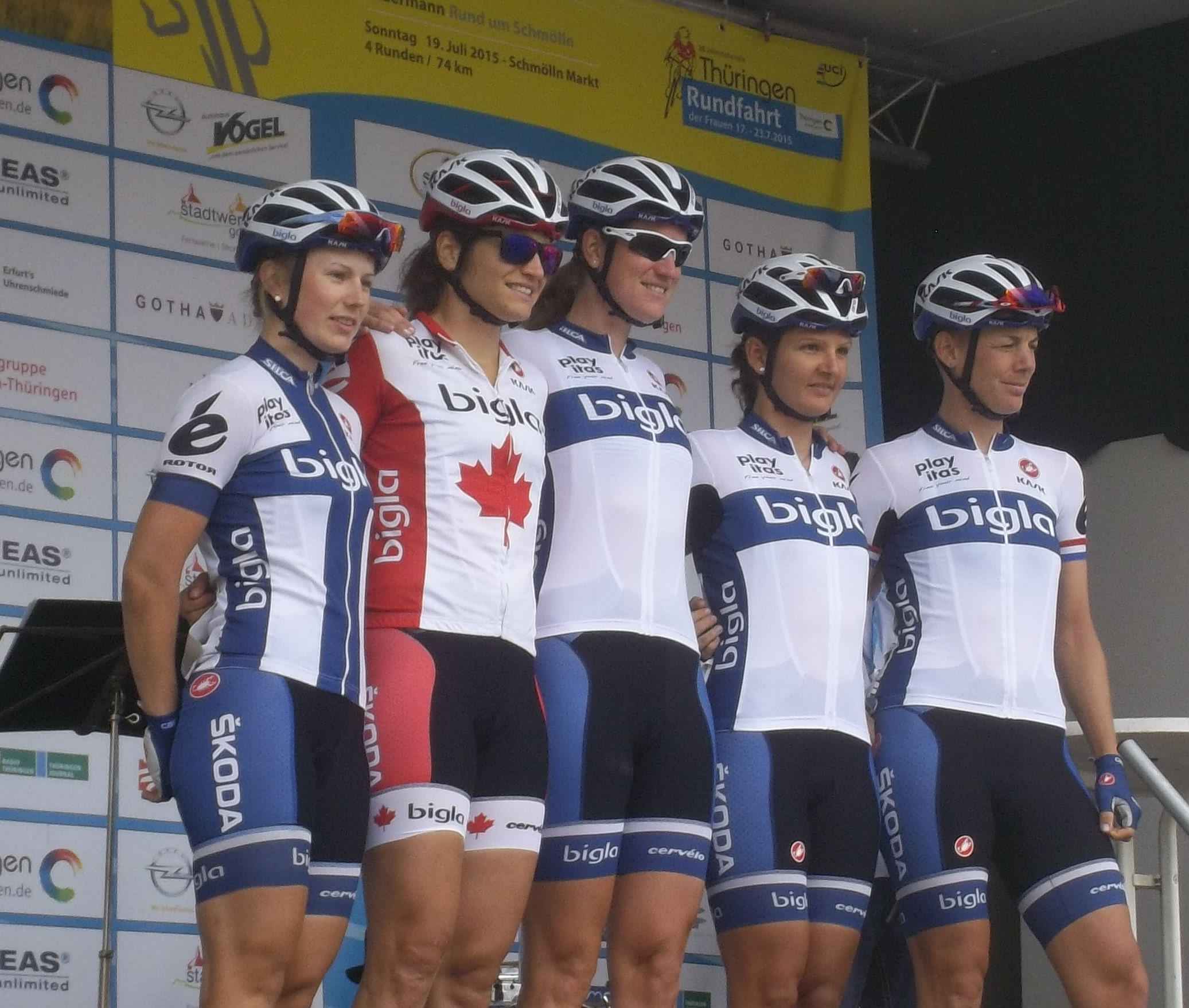
Équipe lors du Tour de Thuringe

En septembre, sur l'Holland Ladies Tour, Carmen Small est septième du sprint de la première étape. Sur le contre-la-montre, Annemiek van Vleuten finit huitième. Au Tour de Toscane, elle gagne le prologue avec six secondes d'avance sur la deuxième Valentina Scandolara. Elle est quatrième de la dernière étape et finit troisième du classement général de l'épreuve.
Bigla ne prend pas le départ du championnat du monde contre-la-montre par équipes. Sur le contre-la-montre individuel, Carmel Small se classe quatorzième. Dans la course en ligne, Joëlle Numainville est onzième, Ashleigh Moolman-Pasio quatorzième.

### Octobre
En octobre, Ashleigh Moolman-Pasio termine deuxième du Tour d'Émilie. L'équipe court ensuite en Afrique du Sud au 94.7 Cycle Challenge. Ashleigh Moolman-Pasio chute en début d'épreuve mais parvient à remonter sur son vélo. Elle attaque dans l'ultime ascension de l'épreuve pour gagner en solitaire.

### Victoires

#### Sur route
| Date         | Course                                                      | Pays           | Classe | Vainqueur            |
| ------------ | ----------------------------------------------------------- | -------------- | ------ | -------------------- |
| 5 février    | Championnat d'Afrique du Sud du contre-la-montre            | Afrique du Sud | CN     | Ashleigh Moolman     |
| 7 février    | Championnat d'Afrique du Sud sur route                      | Afrique du Sud | CN     | Ashleigh Moolman     |
| 9 février    | Championnat d'Afrique du contre-la-montre par équipes       |                | 9      | Ashleigh Moolman     |
| 11 février   | Championnat d'Afrique du contre-la-montre                   |                | 9      | Ashleigh Moolman     |
| 13 février   | Championnat d'Afrique sur route                             |                | 9      | Ashleigh Moolman     |
| 7 juin       | 3e étape des Auensteiner-Radsporttage                       | Allemagne      | 2.2    | Ashleigh Moolman     |
| 7 juin       | Auensteiner-Radsporttage                                    | Allemagne      | 2.2    | Ashleigh Moolman     |
| 10 juin      | Prologue de l'Emakumeen Bira                                | Espagne        | 2.1    | Annemiek van Vleuten |
| 24 juin      | Championnats de Suisse du contre-la-montre                  | Suisse         | CN     | Doris Schweizer      |
| 26 juin      | Championnats de Finlande du contre-la-montre                | Finlande       | CN     | Lotta Lepistö        |
| 27 juin      | Championnats de Finlande sur route                          | Finlande       | CN     | Lotta Lepistö        |
| 28 juin      | Championnats du Canada sur route                            | Canada         | CN     | Joëlle Numainville   |
| 3 juillet    | Prologue du Tour d'Italie                                   | Italie         | 2.1    | Annemiek van Vleuten |
| 20 juillet   | 4e étape du Tour de Thuringe                                | Allemagne      | 2.1    | Lotta Lepistö        |
| 11 septembre | Prologue du Tour de Toscane féminin-Mémorial Michela Fanini | Italie         | 2.1    | Annemiek van Vleuten |
| 15 novembre  | 94.7 Cycle Challenge                                        | Afrique du Sud | 1.1    | Ashleigh Moolman     |

### Résultats sur les courses majeures

#### Coupe du monde
| Date     | #  | Course                                   | Meilleure classée    | Classement |
| -------- | -- | ---------------------------------------- | -------------------- | ---------- |
| 14 mars  | 1  | Tour de Drenthe                          | Annemiek van Vleuten | 13e        |
| 29 mars  | 2  | Trofeo Alfredo Binda-Comune di Cittiglio | Annemiek van Vleuten | 7e         |
| 5 avril  | 3  | Tour des Flandres                        | Annemiek van Vleuten | 4e         |
| 22 avril | 4  | Flèche wallonne                          | Annemiek van Vleuten | 2e         |
| 17 mai   | 5  | Tour de l'île de Chongming               | Shelley Olds         | 4e         |
| 7 juin   | 6  | Philadelphia Cycling Classic             | Shelley Olds         | 4e         |
| 2 août   | 7  | Tour de Bochum                           | Lotta Lepistö        | 4e         |
| 21 août  | 8  | Open de Suède Vårgårda TTT               | Bigla                | 4e         |
| 23 août  | 9  | Open de Suède Vårgårda                   | Ashleigh Moolman     | 11e        |
| 29 août  | 10 | GP de Plouay-Bretagne                    | Ashleigh Moolman     | 4e         |

Ashleigh Moolman est neuvième du classement général de la Coupe du monde. La formation est quatrième au classement par équipes.

#### Grand tour
| Grand tour            | Tour d'Italie           |
| --------------------- | ----------------------- |
| Coureuse (classement) | Ashleigh Moolman (4e)   |
| Accessits             | pas de victoire d'étape |

## Classement UCI
| Rang | Coureuse             | Points |
| ---- | -------------------- | ------ |
| 6    | Ashleigh Moolman     | 764,17 |
| 17   | Annemiek van Vleuten | 473    |
| 29   | Lotta Lepistö        | 293    |
| 34   | Joëlle Numainville   | 244,5  |
| 45   | Carmen Small         | 180,5  |
| 145  | Doris Schweizer      | 41,5   |
| 212  | Iris Slappendel      | 21     |
| 217  | Vera Koedooder       | 20,5   |
| 368  | Sharon Laws          | 8      |
| 486  | Clara Koppenburg     | 4      |
| 503  | Émilie Aubry         | 3      |

Bigla est cinquième au classement par équipes.